# Ляховичи (Смоленская область)
Ляховичи — деревня в Шумячском районе Смоленской области России. Входит в состав Надейковичского сельского поселения. Население — 0 жителей (2016 год).
Расположена в юго-западной части области в 31 км к западу от Шумячей, в 27 км северо-западнее автодороги А101 Москва — Варшава («Старая Польская» или «Варшавка»), на берегу реки Соженка. В 29 км юго-восточнее деревни расположена железнодорожная станция Осва на линии Рославль — Кричев.

## История
Бывшая деревня Мстиславского воеводства, Великого Княжества Литовского.
В годы Великой Отечественной войны деревня была оккупирована гитлеровскими войсками в августе 1941 года, освобождена в сентябре 1943 года.
Расположена на западных склонах холмистых берегов речки Соженки.
Название деревни говорит о том, что в этом населённом пункте жили поляки.
По нижней дороге поляки ходили в костёл Бабуличского имения Свирщевских.
25 марта 1918 года по Третьей грамоте Ляховичи был провозглашены частью Белорусской Народной Республики. 1 января 1919 года согласно постановлению I съезда Коммунистической партии Беларуси они вошли в состав Белорусской ССР, но 16 января Москва вместе с другими этнически белорусскими территориями приняла Ляховичи в состав РСФСР. В 1924 году Ляховичи не вернул БССР и передали их РСФСР.